# Kampen (film fra 2013)
 For alternative betydninger, se Kampen. (Se også artikler, som begynder med Kampen)
Kampen er en dansk kortfilm fra 2013 instrueret af Jesper Troelstrup.

## Handling
Den 11-årige Magnus lever et godt og trygt liv i en ganske almindelig dansk kernefamilie. På overfladen er alt fint: Magnus er afholdt af de andre børn, både i skolen og på ishockeyholdet, hvor han er en af de bærende kræfter. Men Magnus har svært ved at koncentrere sig om den forestående finalekamp, for hjemme i familien lurer katastrofen. Hans far har nemlig et støt stigende alkoholforbrug og kommer ofte fuld hjem fra arbejde. Forældrene skændes, og en skilsmisse truer. Magnus forsøger gang på gang at dække over sin far og hans druk, og i lokalsamfundet, hvor faren er en afholdt figur, vender man det blinde øje til. Men da faren dukker fuld op til den store ishockeyfinale og går amok på dommeren, åbenbares problemets omfang for alle.

## Medvirkende
- Peter Gantzler
- Thomas Nordgreen
- Andrea Vagn Jensen
- Magnus Bruun
- Henrik Prip
- Camilla Bendix
- Maria Stokholm, Alice